# Валентин Аргиров
Валентин Аргиров (роден в София/Банско) е български лекар и писател. Доктор на медицинските науки, специалност вътрешни болести.
Живее в Германия. Известен е с това, че е личен лекар на Йозеф Щраус. През 1980-те години е основател и собственик на 2 частни, модерно оборудвани клиники, които по-късно продава на концерна „Шьон клиникен“.
Освен като медик, В. Аргиров се изявява и като белетрист. На немски са издадени няколко негови романа, между които:
- Der Chefarzt. München, Verlag Engel, 1986
- Die Seelenhändler oder keiner wird umsonst geliebt. Droemer Knaur, München, 1984
- Der Ordinarius. Stuttgart, Hamburg, München, Deutscher Bücherbund, 1978